# Мария Анна Австрийская (1804—1858)
Мария Анна Австрийская (нем. Maria Anna, Erzherzogin von Österreich; при рождении Мария Анна Франциска Терезия Жозефа Медарде фон Габсбург-Лотарингская, нем. Maria Anna Franziska Theresia Josepha Medarde; 8 июня 1804, Хофбург, Вена — 28 декабря 1858, Баден) — австрийская эрцгерцогиня из династии Габсбургов, дочь императора Франца II и его второй жены Марии Терезы Бурбон-Неаполитанской.

## Биография
Мария Анна родилась в Вене, в Королевском дворце Хофбург — зимней резиденции её родителей — императора Священной Римской империи (позже австрийский император) Франца II и его второй супруги Марии Терезы Бурбон-Неаполитанской, став десятым из тринадцати детей в семье. Среди её братьев и сестер были Фердинанд I, император Австрии, Мария Леопольдина, императрица Бразилии, эрцгерцог Франц Карл, Мария-Луиза, Императрица Франции
При рождении ей было дано имя Мария Анна Франциска Терезия Жозефа Медарде фон Габсбург-Лотарингская с титулом «Её Императорское и Королевское Высочество эрцгерцогиня Австрийская». Говорили, что она была умственно отсталой как и её брат Фердинанд, провела всю свою жизнь в императорском дворце Хофбург под Веной, никогда не выходила замуж и не имела детей.
Умерла 28 декабря 1858 года и была похоронена в императорском склепе Капуцинергруфт. Её сердце хранится в «крипте сердца» в церкви Святого Августина в Вене. Здесь также находится урна с сердцем Наполеона II, сына Наполеона I и ещё 54 сердца членов императорского дома Габсбургов.